# 巴尔日
巴尔日（法語：Barges，法語發音：[baʁʒ]）是法国科多尔省的一个市镇，属于第戎区。

## 地理
巴尔日（47°12'45"N, 5°3'40"E）面积3.85 平方千米，位于法国勃艮第-弗朗什-孔泰大區科多尔省，该省份为法国中东部省份，北起奥布省，西接涅夫勒省和约讷省，南至索恩-卢瓦尔省，东南接汝拉省，东临上索恩省，东北部与上马恩省接壤。
与巴尔日接壤的市镇（或旧市镇、城区）包括：索隆拉吕、布鲁万东、索隆拉沙佩勒、热夫雷尚贝坦、努瓦龙苏热夫雷。

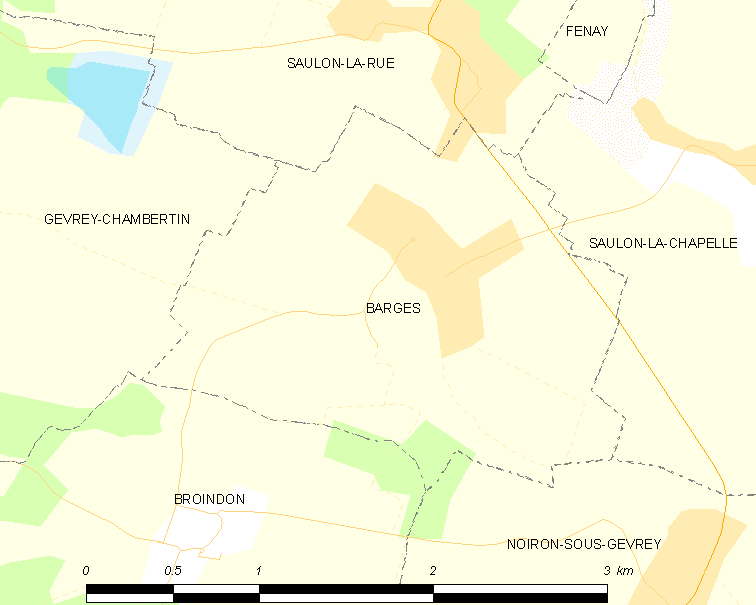
巴尔日的OSM定位图

巴尔日的时区为UTC+01:00、UTC+02:00（夏令时）。

## 行政
巴尔日的邮政编码为21910，INSEE市镇编码为21048。

## 政治
巴尔日所属的省级选区为尼伊圣乔治县。

## 人口

1962-2008年间巴尔日人口变化图示

巴尔日于2022年1月1日时的人口数量为656人。